# Bahnhof Wörth (Rhein)
Der Bahnhof Wörth (Rhein) – anfangs Wörth (Pfalz) – ist der wichtigste Bahnhof der rheinland-pfälzischen Kleinstadt Wörth am Rhein. Er verfügt über fünf Bahnsteiggleise. Der Bahnhof liegt im Verbundgebiet des Karlsruher Verkehrsverbundes (KVV) und gehört zur Tarifzone 540. Seit 2001 werden im Zuge eines Übergangstarifs ebenfalls Karten des Verkehrsverbundes Rhein-Neckar (VRN) anerkannt.
Er wurde am 15. März 1864 als Durchgangsbahnhof der in Winden von der Maximiliansbahn abzweigenden und bis Maximiliansau führenden Teilstrecke eröffnet. Ein Jahr später folgte der Lückenschluss nach Karlsruhe. Am 15. Mai 1876 wurde er durch die Verlängerung der Bahnstrecke Schifferstadt–Germersheim samt ihrer Fortsetzung nach Straßburg zum Kreuzungsbahnhof. 1997 kam noch eine Strecke der Albtal-Verkehrs-Gesellschaft für die Stadtbahn Karlsruhe in das Wohngebiet Dorschberg hinzu. Das Empfangsgebäude des Bahnhofs steht unter Denkmalschutz.

## Geschichte

### Entstehung
Im Zeitraum von 1847 bis 1849 war die in Ost-West-Richtung verlaufende Pfälzische Ludwigsbahn von der Rheinschanze (ab 1853: Ludwigshafen) nach Bexbach entstanden, die hauptsächlich dem Kohletransport diente. 1855 folgte die als Transitstrecke gebaute Pfälzische Maximiliansbahn Neustadt-Wissembourg, mittels derer die Kohle aus der Saargegend und Produkte aus der pfälzischen Landwirtschaft nach Frankreich transportiert werden sollten.
Bereits in den Folgejahren entstanden von Seiten der Pfälzischen Maximiliansbahn-Gesellschaft Pläne, eine in Winden von der Maximiliansbahn abzweigende Strecke in die badische Hauptstadt Karlsruhe zu errichten. Der Grund hierfür war der Optimismus, Kohle besser in die süddeutschen Länder Baden, Württemberg und das übrige Bayern – das geographisch von der Rheinpfalz abgetrennt war – bringen zu können. Der bayerische Militär Karl Krazeisen, der zu dem Zeitpunkt Truppenkorpskommandant in der Pfalz war, betonte, eine solche Strecke sei darüber hinaus aus strategischen Gründen notwendig.
1859 erhielt sie vom Staatsministerium für Handel und öffentliche Arbeiten eine entsprechende Konzession. Widerstand kam jedoch von Seiten der Stadt Germersheim, die darauf drängte, stattdessen zuerst eine Bahnlinie über ihr Gebiet und von dort aus weiter nach Bruchsal zu bauen. Darüber hinaus kamen 1860 mehrere Vertreter südpfälzischer Gemeinden zusammen, die statt über Winden und Kandel für eine Streckenführung über Offenbach, Herxheim, Leimersheim und Leopoldshafen plädierten.

### Entwicklung zum Eisenbahnknotenpunkt (1864–1876)
Der Wörther Bahnhof wurde am 14. März 1864 gemeinsam mit dem Streckenabschnitt Winden–Maximiliansau der Pfälzischen Maximiliansbahn eröffnet. Ein Jahr später, am 8. Mai 1865, wurde der Lückenschluss zwischen Maximiliansau und der von Karlsruhe nach Maxau führenden Maxaubahn in Form einer Brücke über den Rhein vollbracht. Somit waren durchgehende Verbindungen von Neustadt an der Weinstraße über Winden und Wörth nach Karlsruhe möglich.
Noch bevor der Bau der Pfälzischen Ludwigsbahn Ludwigshafen–Bexbach beschlossen worden war, hatte es Bestrebungen gegeben, innerhalb der Pfalz eine Strecke in Nord-Süd-Richtung zu forcieren. Bereits 1864 war die seit 1847 zeitgleich mit dem Ludwigbahn-Abschnitt Ludwigshafen–Neustadt eröffnete Stichstrecke nach Speyer bis Germersheim durchgebunden worden. Noch im selben Jahr trat in Rülzheim ein Komitee zusammen, das für eine Verlängerung der Strecke bis nach Wörth plädierte. Ihm gehörten neben Vertretern aus Rülzheim solche aus Germersheim, Bellheim, Rheinzabern, Wörth und Maxau an. Der Deutsch-Französische Krieg verzögerte jedoch die Realisierung des Projekts.
Dennoch war nicht klar, ob die geplante Strecke über Wörth verlaufen würde. So forderte die Nachbargemeinde Kandel eine Streckenführung über ihr Gebiet. Die Direktion der Pfälzischen Eisenbahnen erteilte dem am 20. November 1871 eine Absage, da eine solche Streckenführung einen Umweg erfordere, der die Bedeutung dieser Magistrale geschwächt hätte. Kandel gab zunächst jedoch noch nicht auf und ließ Denkschriften in ihrem Sinne verfassen. Trotzdem setzte sich die Variante über Wörth durch. Diese wurde am 15. März 1874 genehmigt.
Am 25. Juli 1876 wurde die seit 1864 in Germersheim endende Bahnstrecke aus Schifferstadt bis zum Wörther Bahnhof in Betrieb genommen und gleichzeitig als unmittelbare Verlängerung ebenso die Bahnstrecke Wörth–Strasbourg. Dadurch wurde der Bahnhof zu einem Eisenbahnknotenpunkt innerhalb der Pfalz und erfuhr erstmals größere Umbaumaßnahmen.

### Weitere Entwicklung (1876–1945)
In der Folgezeit wurde außerdem zwischen Winden und Maximiliansau ein zweites Gleis in Betrieb genommen. Ab 1906 waren die Strecken nach Schifferstadt und Straßburg ebenfalls zweigleisig befahrbar. Fortan verkehrten auf ihnen bis zum Ausbruch des Ersten Weltkriegs sämtliche aus Richtung Ludwigshafen kommenden Schnellzüge, die zuvor mangels Kapazität den Umweg über die Pfälzische Maximiliansbahn nehmen mussten.
Nach dem Krieg wurde das seit 1871 zum Deutschen Reich gehörende Elsaß-Lothringen an Frankreich abgetreten, wodurch der bislang über die Bahnstrecke Wörth–Strasbourg verlaufende Fernverkehr dauerhaft über das benachbarte Baden abgewickelt wurde.
1922 erfolgte die Eingliederung des Bahnhofs in die neu gegründete Reichsbahndirektion Ludwigshafen. Im Zuge deren Auflösung zum 1. Mai 1936 wechselte er in den Zuständigkeitsbereich der Karlsruher Direktion.
1938 wurde die Strecke nach Karlsruhe zwischen Wörth und Maxau im Zuge der Inbetriebnahme einer festen Rheinbrücke neu trassiert, was die Außerbetriebnahme des bisherigen Bahnhofs Maximiliansau zur Folge hatte; seine Gleisanlagen wurden in diesem Zusammenhang fortan dem Bahnhof Wörth zugeschlagen. Darüber hinaus erhielt letzterer gleichzeitig einen zusätzlichen, dritten Bahnsteig sowie eine entsprechende Unterführung.

### Entwicklung nach dem Zweiten Weltkrieg (1945–1993)
Bereits ab Ende April 1945 war der Verkehr zwischen Wörth und Neustadt wieder möglich. Bedingt durch die Sprengung des Rheinübergangs konnte der Verkehr in Richtung Osten erst zwei Jahre später erfolgen. Der Streckenabschnitt zwischen Winden und Wörth wurde nach dem Zweiten Weltkrieg von der französischen Besatzungsmacht im Zuge von Reparationsleistungen auf ein Gleis zurückgebaut.
Die französische Besatzungsmacht gliederte den Bahnhof nach dem Zweiten Weltkrieg in die Bundesbahndirektion Mainz ein, der sie alle Bahnstrecken im westlichen Teil des neu geschaffenen Bundeslandes Rheinland-Pfalz zuteilte. 1971 gelangte die Station im Zuge der Auflösung der Mainzer Direktion erneut in den Zuständigkeitsbereich ihres Karlsruher Pendants. 1974 folgte die Elektrifizierung der Strecke von Karlsruhe nach Wörth, um für Güterzüge aus Richtung Osten einen Lokwechsel in Karlsruhe zu vermeiden. Zum Sommerfahrplan 1977 wurde der Bahnhof von Wörth (Pfalz) in Wörth (Rhein) umbenannt.
Der in Deutschland verbliebene Teil der Strecke nach Strasbourg verlor nach dem Zweiten Weltkrieg weiter an Bedeutung. Bereits am 11. Juli 1980 verkehrte letztmals das Eilzugpaar Ludwigshafen–Strasbourg. Seither endete der von Wörth ausgehende Personenverkehr in Berg, dem letzten Halt innerhalb von Deutschland. Am 1. Juni 1984 folgte die Einstellung der Personenbeförderung auf deutscher Seite.

### Deutsche Bahn und Integration ins Netz der Stadtbahn Karlsruhe (seit 1994)
Zwischen 1994 und der Eröffnung der Stadtbahn zwischen Wörth und der Karlsruher Innenstadt 1997 führte die Deutsche Bahn einen Vorlaufbetrieb im Stundentakt zwischen dem Karlsruhe Hauptbahnhof und dem Bahnhof Wörth durch. Die Stadtbahnen trugen die Linienbezeichnung „S8“. Am 26. September 1997 wurde die S5 über die bisherige Endstation der Straßenbahnlinie nach Knielingen mittels einer Verbindungsstrecke mit Systemwechsel mit der Bahnstrecke Winden–Karlsruhe verknüpft. Vom Wörther Bahnhof abzweigend entstand eine neue Innenstadtstrecke für die Stadtbahn, die das in der Nachkriegszeit entstandene Wohngebiet Dorschberg erschließt und nach der Systemwechselstelle als Straßenbahn betrieben wird. Gleichzeitig entstand im westlichen Bahnhofsbereich mit Wörth Ludwigstraße (ab 1998: Wörth Alte Bahnmeisterei) eine neue Station innerhalb des Bahnhofs, die ausschließlich von Stadtbahnen bedient wird. Im Zusammenhang mit der Stadtbahneröffnung entstand östlich des Bahnhofsgebäudes auf Initiative der Albtal-Verkehrs-Gesellschaft, der Betreiberin der Stadtbahn, ein dreistöckiges Parkdeck mit 250 Stellplätzen.
2002 wurde der Personenverkehr zwischen Wörth und Lauterbourg reaktiviert; aus Marketinggründen wird dieser Streckenabschnitt seither als „Bienwaldbahn“ bezeichnet. Bereits seit 1999 fuhren sonntags grenzüberschreitende Ausflugszüge ohne Halt zwischen Wörth und Lauterbourg.
Zum Fahrplanwechsel 2010/2011 wurde der Südabschnitt der Bahnstrecke Schifferstadt–Wörth (Germersheim – Bellheim – Rheinzabern – Wörth) in das Netz der Karlsruher Stadtbahn aufgenommen. Seitdem verkehren die neu geschaffenen Linien S51 und S52 umsteigefrei zwischen der Karlsruher Innenstadt, Wörth und Germersheim.
Von Oktober 2013 bis Oktober 2014 wurde der Wörther Bahnhof im Zuge der Herstellung von Barrierefreiheit modernisiert. Die Bahnsteige wurden auf 55 cm Höhe gebracht und die Zugänge mit Aufzügen ausgerüstet. Im Jahr 2022 wurden die mechanischen Stellwerke durch ein elektronisches Stellwerk ersetzt. Es ist geplant, durch zusätzliche Weichen die betrieblichen Abläufe zu verbessern.

## Lage und Ausstattung

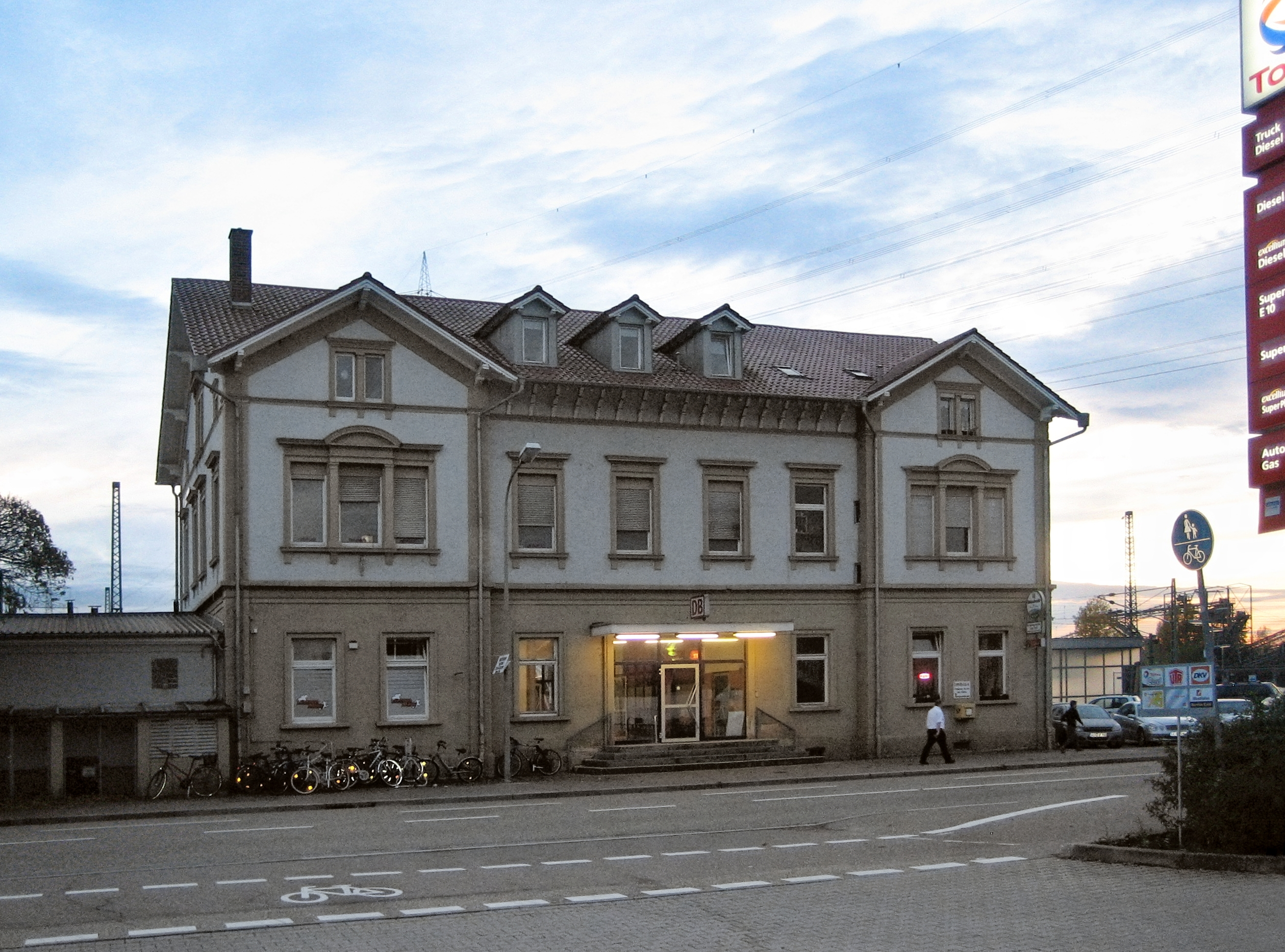
Empfangsgebäude des Wörther Bahnhofs

Der Bahnhof Wörth (Rhein) befindet sich im Osten der Kernstadt von Wörth an der Hanns-Martin-Schleyer-Straße (L 540), der Hauptdurchgangsstraße Wörths. Die Anschrift des Bahnhofs lautet Bahnhofstraße 44. In unmittelbarer Nähe befindet sich ein Anschluss zur Bundesstraße 9. Ihm angegliedert ist ein großes Parkhaus östlich des Empfangsgebäudes, welches zur kostenlosen Nutzung zur Verfügung steht sowie einige Fahrrad-Stellplätze. Im Empfangsgebäude befindet sich die Kneipe „Bahnhof-Treff“. Auf dem Bahnhofsvorplatz westlich des Empfangsgebäudes befinden sich mehrere Bushaltestellen, welche von den Regionalbuslinien 549 und 593 bedient werden.
Das Empfangsgebäude befindet sich auf der nördlichen Seite des Bahnhofs. Es handelt sich um einen von Spätklassizismus und Neurenaissance geprägten Bau, welcher etwa um 1870 erbaut wurde. Auf seiner der Straße zugewandten Seite enthält er außerdem Risalite. Das Gebäude steht unter Denkmalschutz.
Auf dem Gelände des Bahnhofs Wörth befanden sich zwei mechanische Stellwerke. Beide wurde im Dezember 2022 außer Betrieb genommen und durch ein ESTW-A ersetzt, das aus Germersheim fernbedient wird.
Die Nummerierung der Gleise beginnt auf der Nordseite am Empfangsgebäude.
- Gleis 1 ist ein Durchgangsgleis und liegt als Hausbahnsteig direkt vor dem Empfangsgebäude. Hier beginnen und enden die BASF-Züge der S3/S4.
- Gleis 2 ist ein Durchgangsgleis und teilt sich mit Gleis 3 einen Inselbahnsteig. Hier halten die Stadtbahnlinien S51 und S52 in Richtung Germersheim sowie in Richtung Karlsruhe.
- Gleis 3 liegt am Inselbahnsteig neben Gleis 2. Hier halten die Stadtbahnen der Linie S5 in Richtung Wörth Badepark sowie die Regional-Express- (RE 6) und Regionalbahnzüge (RB 51) Richtung Winden/Landau/Neustadt (Weinstraße).
- Gleis 4 teilt sich mit Gleis 5 den südwestlichsten Inselbahnsteig. Hier fahren die Regionalzüge sowie einzelne Stadtbahnzüge der Linie S51 in Richtung Karlsruhe Hbf. Außerdem beginnen und enden hier die Züge der Bienwaldbahn (RB 52) in Richtung Lauterbourg.
- Gleis 5 ist ebenso ein Durchgangsgleis und das letzte Bahnsteiggleis. Hier fahren die Stadtbahnen der Linie S5 in Richtung Karlsruhe/Pforzheim/Mühlacker/Bietigheim-Bissingen ab. An Wochenenden kommen hier auch die Stadtbahnen der S52 aus Richtung Germersheim an, die ab hier als S5 weiter Richtung Karlsruhe verkehren.
- Die Gleise 6 bis 14 sowie weitere Stumpfgleise dienen dem Güterverkehr.

Im Nordosten des Bahnhofs befindet sich das Zufahrtsgleis zum Landeshafen Wörth.

## Betrieb

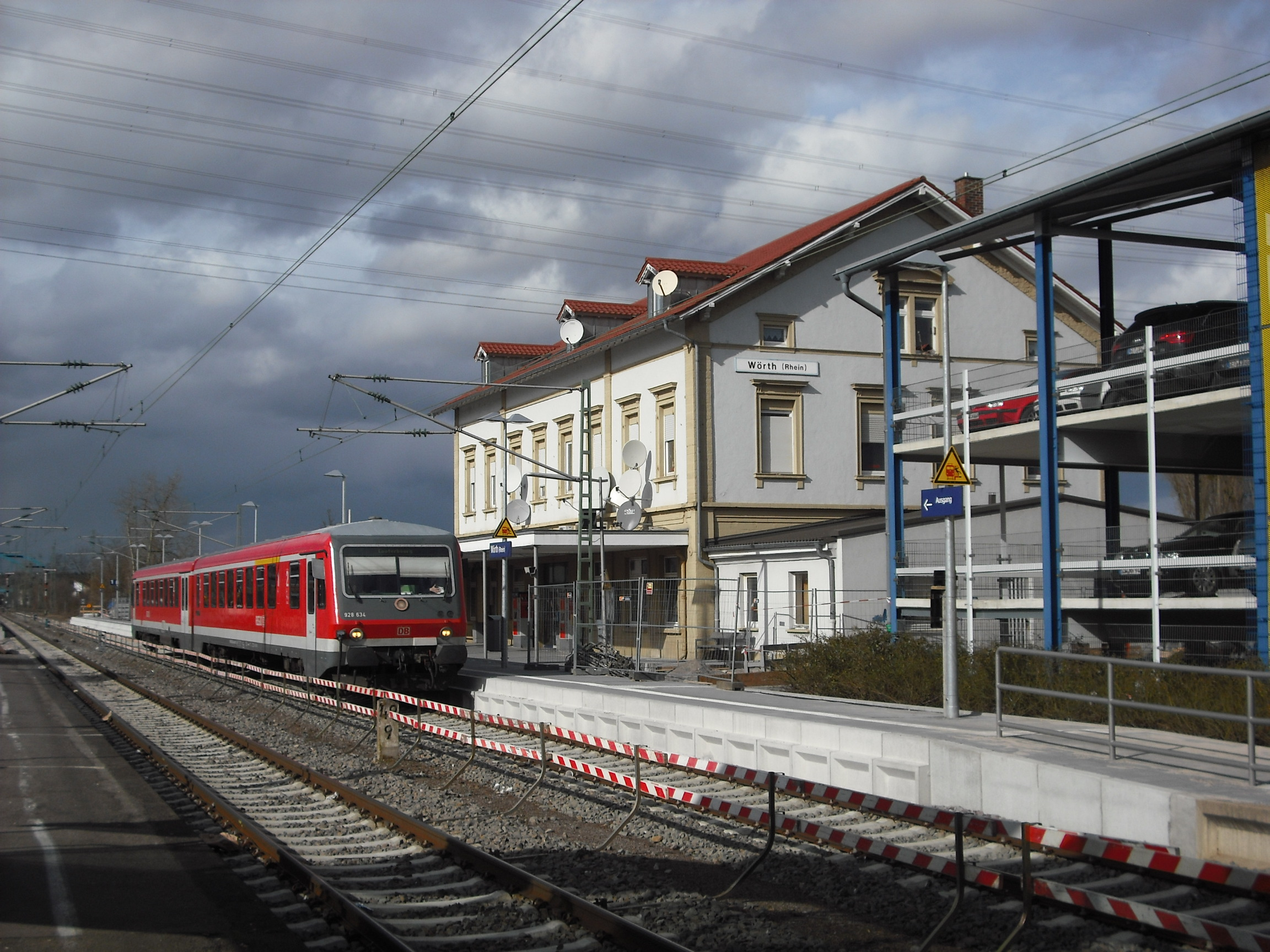
Blick auf Gleis 1, vorne rechts ein Teil des Parkhauses

Der Bahnhof Wörth wird von Zügen des Personennah- und Güterverkehrs angefahren. Züge des Personenfernverkehrs fahren den Bahnhof planmäßig nicht an.

### Personenverkehr
Im Personennahverkehr wird der Bahnhof von der Regionalexpresslinie RE6, den Regionalbahnlinien RB51 und RB52 sowie den Stadtbahnlinien S5, S51 und S52 angefahren. Zudem verkehrt die S-Bahn-Linie S3 den Bahnhof Wörth an.
Mit der Stadtbahnlinie S5 besteht eine umsteigefreie Verbindung vom Wörther Badepark über den Bahnhof Wörth in die Innenstadt von Karlsruhe und weiter bis Pforzheim. Sie fährt anfangs als Straßenbahn, zwischen dem Wörther Bahnhof und Maxau als Eisenbahn, zwischen Knielingen und Durlach wieder über Straßenbahngleise, anschließend bis Pforzheim erneut über Eisenbahngleise. Eine weitere Direktverbindung in die Karlsruher Innenstadt besteht mit den Stadtbahnlinien S51 über Maxau bis nach Pforzheim und S52 über Karlsruhe West und Karlsruhe Hauptbahnhof zum Karlsruhe Marktplatz.
| Linie | Linienweg | Takt                                 |
| ----- | --- | ------------------------------------ |
| RE 6  | (Kaiserslautern Hbf –) Neustadt (Weinstr) Hbf – Landau (Pfalz) Hbf – Winden (Pfalz) – Wörth (Rhein) – Karlsruhe Hbf                                      | 60 min                               |
| RB 51 | Neustadt (Weinstr) Hbf – Landau (Pfalz) Hbf – Winden (Pfalz) – Wörth (Rhein) – Karlsruhe Hbf                                                             | 60 min                               |
| RB 52 | Wörth (Rhein) – Lauterbourg (SNCF) | 60 min                               |
| S 5   | Wörth Dorschberg Badepark – Wörth (Rhein) – Karlsruhe Entenfang – Karlsruhe Marktplatz – Karlsruhe-Durlach – Pfinztal – Pforzheim Hbf                    | 20 min; Wochenende 20/40 min         |
| S 51  | Germersheim – Bellheim – Rülzheim – Jockgrim – Wörth (Rhein) – Karlsruhe Entenfang – Karlsruhe Marktplatz – Karlsruhe-Durlach – Pfinztal – Pforzheim Hbf | 60 min                               |
| S 52  | Germersheim – Bellheim – Rülzheim – Jockgrim – Wörth (Rhein) – Karlsruhe Bahnhofsvorplatz – Karlsruhe Marktplatz                                         | einzelne Fahrten, nur Montag–Freitag |
| S 3   | Karlsruhe Hbf – Heidelberg Hbf – Mannheim Hbf – Ludwigshafen (Rhein) Hbf – Germersheim – Wörth (Rhein) – Karlsruhe Hbf                                   | 60 min, ausgenommen HVZ              |
|       | | (Stand Ende 2023)                    |

Der Bahnhof Wörth (Rhein) liegt im Verbundgebiet des Karlsruher Verkehrsverbundes (KVV). Im Zuge eines 1996 vereinbarten Übergangstarifs zwischen dem Karlsruher Verkehrsverbund (KVV) und dem Verkehrsverbund Rhein-Neckar (VRN) werden dessen Fahrkarten ebenfalls anerkannt.

### Ehemaliger Personenfernverkehr
Im Fernverkehr wurde der Bahnhof im Fahrplanjahr 2013/2014 montags bis freitags von einem Intercity-Zugpaar Karlsruhe–Frankfurt bedient.

### Güterverkehr

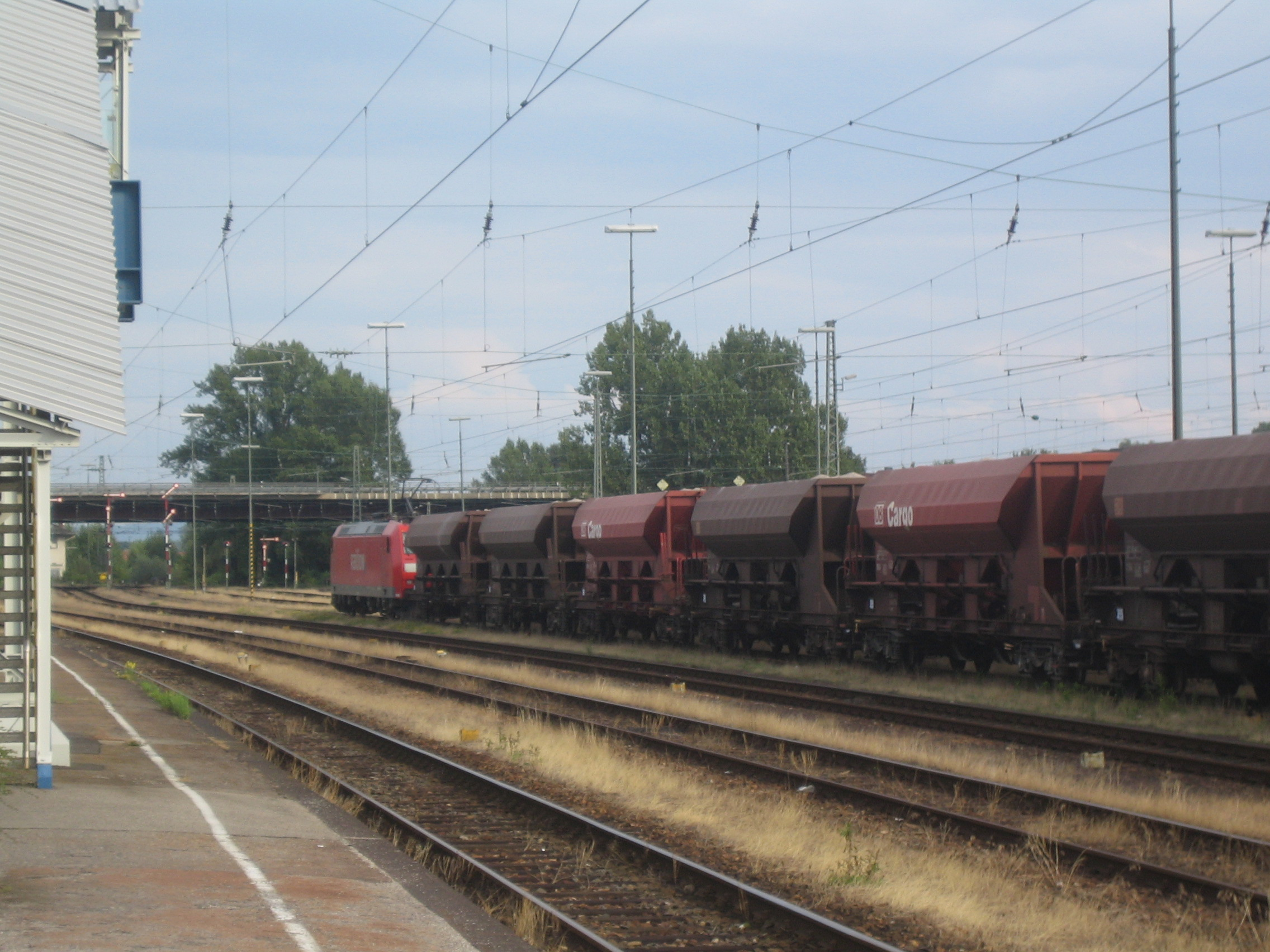
Güterzug im Bahnhof Wörth

Der Bahnhof Wörth verfügt über insgesamt neun bahnsteiglose Gleise, die dem Güterverkehr dienen. Bereits wenige Jahre nach seiner Eröffnung erhielt er zahlreiche Gleisanschlüsse, die der örtlichen Industrie und dem Handel dienten. Darüber hinaus entwickelte er sich bedingt durch seine Nähe zur französischen Grenze zu einem wichtigen Zoll- und Umschlagplatz. In diesem wird er überwiegend für Kiestransporte der umliegenden Baggerseen sowie zur Verladung von neuen LKWs genutzt. Ein Industriestammgleis führt zum Hafen Wörth, in welchem verschiedene Logistikunternehmen tätig sind.